# Michael Titzmann
Michael Titzmann (* 28. Februar 1944 in Jena; † 1. Februar 2021) war ein deutscher Literaturwissenschaftler.

## Leben
Nach dem Abitur 1964 in Augsburg studierte er von 1964 bis 1970 Germanistik und Romanistik an der LMU München, insbesondere bei Hugo Kuhn (Mediävistik), Walter Müller-Seidel (Neuere Deutsche Literaturwissenschaft) und Alfred Noyer-Weidner (Romanistik). Nach der Promotion 1972 war er wissenschaftlicher Mitarbeiter und Akademischer Rat a. Z. am Institut für Deutsche Philologie in München. Nach der Habilitation 1982 für das Fach Neuere deutsche Literaturgeschichte und der Erweiterung der Denomination 1983 um das Fach Allgemeine Literaturwissenschaft war er von 1985 bis zur Emeritierung 2009 Professor für Neuere Deutsche Literatur unter besonderer Berücksichtigung der Literaturtheorie an der Universität Passau.
Seine Arbeitsschwerpunkte umfassten das deutsche und lateinische Drama des 16. und 17. Jahrhunderts, die erzählende Literatur und die Denksysteme der Goethezeit im 18., die Literatur des Realismus im 19. und das Drama der Frühen Moderne im frühen 20. Jahrhundert.

## Schriften (Auswahl)
- Strukturale Textanalyse. Theorie und Praxis der Interpretation. München 1977, ISBN 978-3-7705-1366-6 (unveränd. Nachaufl. 1989 und 1993).
- Strukturwandel der philosophischen Ästhetik 1800–1880. Der Symbolbegriff als Paradigma. München 1978, ISBN 3-7705-1584-6.
- Realismus und frühe Moderne. Beispielinterpretationen und Systematisierungsversuche. München 2009, ISBN 978-3-936298-81-9.
- Anthropologie der Goethezeit. Studien zur Literatur und Wissensgeschichte. Berlin 2012, ISBN 978-3-484-35119-6.